# Castillo Palacio de Celadas
El castillo palacio de Celadas es un palacio fortificado de estilo gótico situado en el centro de la localidad turolense de Celadas (España). Se trata de un edificio de sillería, con un cuerpo central rodeado de dos torres. En él se encuentra el ayuntamiento del municipio. Su construcción empezó en el siglo XIV y finalizó en el XVI.

## Catalogación
El Castillo Palacio de Celadas está inscrito en el Registro Aragonés de Bienes de Interés Cultural al estar incluido dentro de la relación de castillos considerados Bienes de Interés Cultural, en virtud de lo dispuesto en la disposición adicional segunda de la Ley 3/1999, de 10 de marzo, del Patrimonio Cultural Aragonés. Este listado fue publicado en el Boletín Oficial de Aragón del 22 de mayo de 2006.